# Fabi Vares
Fabi Vares (Varese, ca. 1570 - Milà, 1630) fou un poeta italià, un dels autors més importants de la literatura llombarda i milanesa del segle xvii.

## Biografia
Fou el menor de tres germans, fills d'una família benestant de Varese. De molt jove es traslladà a Milà, a una casa pròxima al Verziere. Als vint-i-cinc anys tingué una filla, a qui posà per nom Clara, com la seua mare.
A penes se sap res de la seua vida, excepte que va ser mestre de capella a l'església de Sant Gottardo, a Corte, i que el 1590 fou empresonat pel govern espanyol, acusat de ser un espia al servei dels francesos. Dos anys després, el 1592, publicà la seua primera obra literària, titulada Canzonetta a tre voci. Morí de la pesta el 1630.

## Les obres
Personatge estimat pels seus contemporanis pel seu estre i pel seu caràcter de «poeta maleït» avant la lettre, segons els seus biògrafs fou un autor destacat de la literatura milanesa, capdavanter d'aquella poesia milanesa culta en un estil humorístic-verista que s'expressaria plenament en les obres de Carlo Maria Maggi i Carlo Porta. Però la seua poesia, de crítica violenta i irreverent, no va dirigida als senyors, sinó als seus semblants, en els quals espera poder suscitar, denunciant la forta decadència dels costums, un sentit d'autocrítica. Els motius d'aquesta vena càustica i de ruptura amb el passat es troben en una intolerància cap a la normalitat d'una tradició poeticoliterària cada vegada més convencional i forçada, que segons l'historiador de la literatura Franco Brevini es remunta al moviment anticlassicista del segle xvii que s'inscriu en la tradició inaugurada cap a finals del cinc-cents pel filòsof Giordano Bruno i per Pietro Aretino. Una peculiaritat dels seus sonets, que sovint escriu imaginant que li venen dirigits per tercers, són les «Respostes» que els afegeix a continuació, en les quals es renya ell mateix per les queixes que acaba d'exposar.
Una altra característica de les obres de Varese és l'ús de la llengua llombarda en la seua variant milanesa. De fet, a més d'estar-ne molt orgullós, creia que havia aconseguit acréixer la importància del llombard en el camp literari fins a l'alçada de l'italià.

## L'ortografia
L'ortografia utilitzada per Varese per a escriure en llombard ja presenta característiques similars a la clàssica, anys abans de la codificació implementada per Giovanni Ambrogio Biffi en el Prissian de Milan i per Carlo Maria Maggi. Però, malgrat això, encara té algunes imprecisions, com ara l'ús del grafema oeu que encara no té una definició clara.